# Termitotrox monodi
Termitotrox monodi är en skalbaggsart som beskrevs av Renaud Maurice Adrien Paulian 1947. Termitotrox monodi ingår i släktet Termitotrox och familjen Termitotrogidae. Inga underarter finns listade i Catalogue of Life.